# パウエル郡 (ケンタッキー州)

ケンタッキー州内の位置

パウエル郡（Powell County）は、アメリカ合衆国ケンタッキー州内に位置する郡である。人口は13,237人（2000年）。郡庁所在地はスタントンである。この郡はケンタッキー州知事「w:Lazarus W. Powell」によって1852年1月7日に創立された。

## 地理
アメリカ合衆国統計局によると、この郡は総面積467 km2 (180 mi2) である。このうち467 km2 (180 mi2) が陸地で0 km2 (0 mi2) が水地域である。総面積の0.04%が水地域となっている。

### 隣接する郡
- モンゴメリー郡  (北部)
- メニフィー郡  (北東)
- ウルフ郡 (南東)
- リー郡  (南)
- エスティル郡  (南西)
- クラーク郡  (北西)

## 人口動勢
2000年国勢調査で、この郡は人口13,237人、5,044世帯、及び3,783家族が暮らしている。人口密度は28/km2 (74/mi2) である。12/km2 (31/mi2) の平均的な密度に5,526軒の住宅が建っている。この都市の人種的な構成は白人98.56%、アフリカン・アメリカン0.62%、先住民0.12%、アジア0.05%、太平洋諸島系0.00%、その他の人種0.07%、及び混血0.58%である。ここの人口の0.66%はヒスパニックまたはラテン系である。
この郡内の住民は26.60%が18歳未満の未成年、18歳以上24歳以下が9.50%、25歳以上44歳以下が30.00%、45歳以上64歳以下が23.30%、及び65歳以上が10.60%にわたっている。中央値年齢は35歳である。女性100人ごとに対して男性は99.40人である。18歳以上の女性100人ごとに対して男性は95.00人である。
この郡内の世帯ごとの平均的な収入は25,515米ドルであり、家族ごとの平均的な収入は30,483米ドルである。男性は26,962米ドルに対して女性は18,810米ドルの平均的な収入がある。この郡の一人当たりの収入 (per capita income) は13,060米ドルである。人口の23.50%及び家族の18.90%は貧困線以下である。全人口のうち18歳未満の31.00%及び65歳以上の20.00%は貧困線以下の生活を送っている。

## 都市及び町
- スタントン（郡庁所在地）
- クレイシティ